# Brachyleptus algiricus
Brachyleptus algiricus is een keversoort uit de familie bastaardglanskevers (Kateretidae). De wetenschappelijke naam van de soort werd in 1921 gepubliceerd door Wahlgren.